# いつも両親からイレられる200のCheck
「いつも両親からイレられる200のCheck」（いつもりょうしんからイレられる200のチェック）は、B・C・Gのデビューシングル。1986年2月5日発売。発売元は日本ビクター。以降、シングルはリリースしていないので、ラストシングルでもある。

## 解説
日本テレビ系で放送されたお笑いバラエティー番組「ごきげん月曜7時半」のエンディングテーマに起用された。また、2曲とも、長いタイトルであるのが特徴。

## 収録曲
1. いつも両親からイレられる200のCheck
作詞:森雪之丞、作曲：森雪之丞、編曲:窪田晴男
2. 顔も成績も好きな歌手も関係なく女の子が待ちわびるカラフルな危険
作詞:森雪之丞、作曲：森雪之丞、編曲:窪田晴男